# 527 Euryanthe
527 Euryanthe este un asteroid din centura principală, descoperit pe 20 martie 1904, de Max Wolf.